# گویا (شهر)
گویا (به اسپانیایی: Goya) شهری در کشور آرژانتین، استان کورینتس است که در سال ۲۰۰۹ میلادی، حدود ۶۶٬۷۰۹ نفر جمعیت داشته است.